# Automeris schwartzi
Espèce
Automeris schwartzi est une espèce de papillon de la famille des Saturniidae.